# Asparagus przewalskyi
Asparagus przewalskyi là một loài thực vật có hoa trong họ Măng tây. Loài này được N.A.Ivanova ex Grubov & T.V.Egorova mô tả khoa học đầu tiên năm 1977.